# عوامري
عوامري بلدة وبلدية تابعة لدائرة وامري في ولاية المدية بالجزائر.